# Assa
Assa Abloy Opening Solutions Sweden AB, tidigare August Stenman AB och Assa, är ett företag som levererar lås- och säkerhetslösningar, grundat i Sverige år 1881. Assa utvecklar, tillhandahåller och marknadsför lås- och säkerhetslösningar för dörrar, fönster och skåp. Assa ingår i Assa Abloy-gruppen.
Firma August Stenman grundades 1881 i Eskilstuna av August Stenman. Produktionen bestod ursprungligen av gångjärn och beslag. Under 1910-talet blev skruvar en viktig produkt. 1921 ombildades firma August Stenman till aktiebolag, 1928 köptes aktierna av ett konsortium med Jacob Wallenberg i spetsen. Samma år köpte Assa upp aktiemajoriteten i AB Priorverken i Norrköping och 1924 köpte Guest Keen & Nettlefolds Ltd en betydande del av företaget, och 1935 köpte Assa upp Skruv AB:s skruvtillverkning i Hagfors och flyttade 1949 tillverkningen till Eskilstuna. 1939 köptes K S Thulins lås- och metallfabrik i Eskilstuna upp och samma år började företaget tillverka lås, något som snart blev företagets främsta produkt.
1988 köpte Securitas Assa och delade upp företaget i två separata bolag; Assa AB och Assa Industri AB. 1994 gick Assa och finländska Abloy ihop och bildade Assa Abloy. Assa verkar primärt på den svenska marknaden, men exporterar även (cirka 20 %), främst till: USA, Storbritannien, Nederländerna, Tyskland, Baltikum och Asien. Huvudproduktionen är förlagd i Eskilstuna.
År 2008 var Assa Abloy med i ett reportage i Uppdrag Granskning, där det visade sig att en av deras största säljsuccéer gick att bryta upp med ett bladmått på några sekunder.

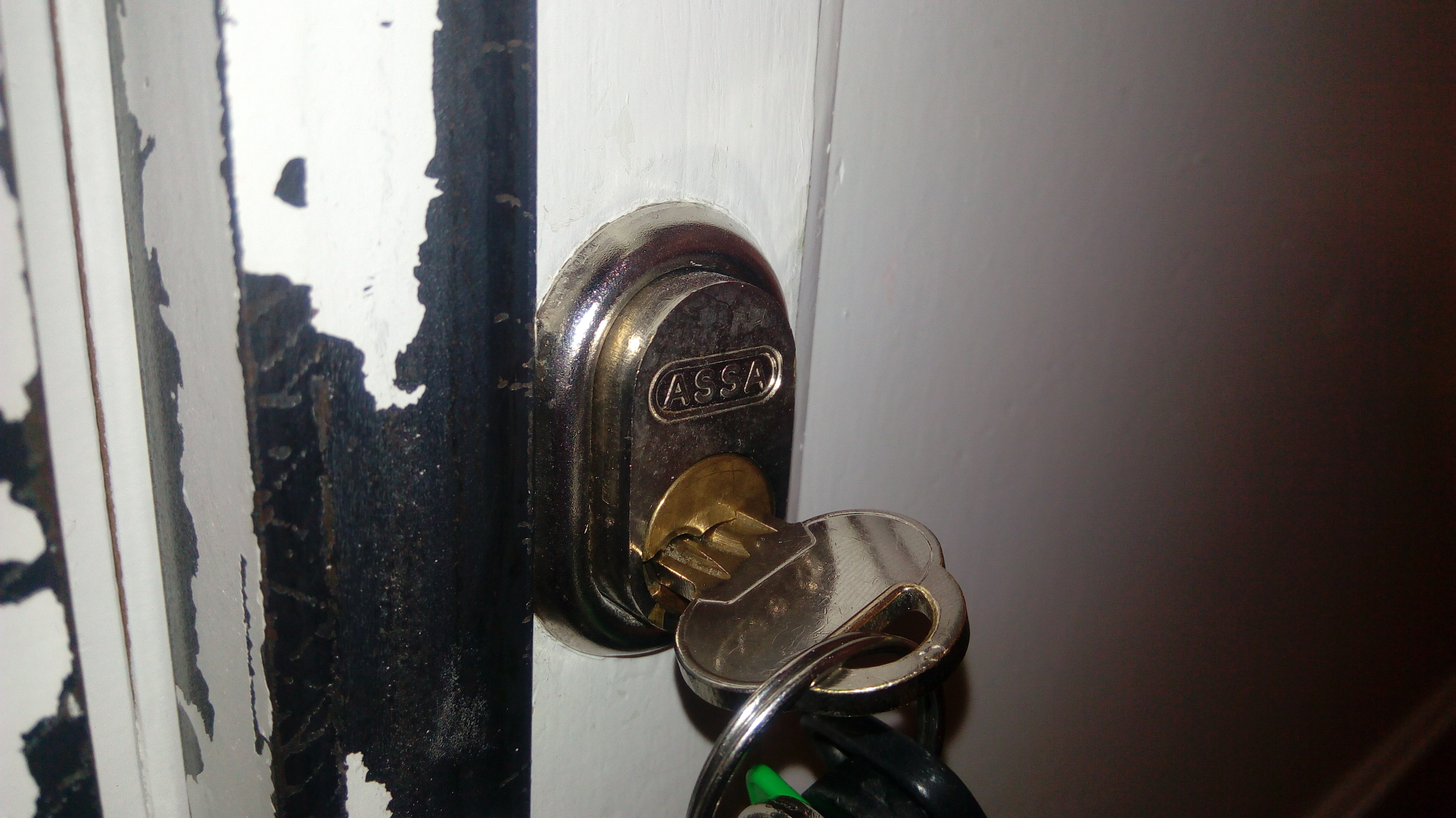
Bild på typisk ASSA-cylinder.